# Пирумян, Феликс Ашотович
Фе́ликс Ашо́тович Пирумя́н (арм. Ֆելիքս Աշոտի Փիրումյան; 27 августа 1954, Тбилиси) — армянский государственный деятель. Заслуженный строитель Республики Армения (2017).

## Биография
- 1971—1976 — архитектурно-строительный факультет Ереванского политехнического института. Инженер-строитель.
- 1976—1987 — работал в тресте «Армтрансстрой» на должностях инженера, старшего инженера, начальника отдела, главного инженера треста.
- 1987—1993 — управляющий трестом «Армтрансстрой».
- 1993—1995 — был министром строительства Армении.
- 1995—1999 — был министром градостроительства Армении.
- 1999—2003 — марзпет (губернатор) Ширакской области.
- 2003—2004 — советник президента Армении, председатель постоянной комиссии по экономической конкуренции Армении.
- С 2004 — председатель совета директоров ОАО «Концерн Монарх».
- 2009—2010 — советник президента Армении.
- 2010—2012 — директор офиса реализации программы строительства дороги Север-Юг.
- с 2012 — советник президента Армении.

## Награды
- Заслуженный строитель Республики Армения (28 декабря 2017) — за достижения в области строительства[1].
- Медаль «За заслуги перед Отечеством» 2 степени (3 сентября 2011) — по случаю 20-летия независимости Республики Армения, за многолетнюю и эффективную деятельность в государственной и общественно-политической сферах[2].